# Palaeotropidae
De Palaeotropidae zijn een familie van zee-egels (Echinoidea) uit de orde Spatangoida.

## Geslachten
- Kermabrissoides Baker, 1998
- Palaeobrissus A. Agassiz, 1883
- Palaeotropus Lovén, 1874
- Paleotrema Koehler, 1914
- Scrippsechinus Allison, Durham & Mintz, 1967